# Георги Берберов
Георги Христов Берберов е български архитект.

## Биография
Роден е на 17 април 1939 година в Габрово в семейството на архитект Христо Берберов. През 1962 година завършва софийския Висш инженерно-строителен институт, където изучава архитектура. След дипломирането си, от 1962 до 1965 година работи като архитект-проектант в Добрич, а от 1965 до 1973 година в софийския „Главпроект“. След 1973 година е част от Архитектурния факултет на Висшия институт по архитектура и строителство, където е асистент в катедра „Обществени сгради“.
Негово дело са обществени сгради и паметници. Те включват:
- Битов комбинат, Балчик (1966),
- Хотел „Балкантурист“, Каварна (1967),
- Дом на съветската наука и култура, София в колектив (1975);
- Паметник на Георги Димитров в Хасково скулптора Стою Тодоров (1975),[1]
- Паметник на Георги Димитров в Кърджали, в съавторство с арх. Мария Милева и скулптора Стою Тодоров (1981),[2]
- Паметник на ремсистите в Хасково, в съавторство с арх. Мария Милева и скулптора Стою Тодоров (1983),[1][2]

През 1975 година е удостоен с орден „Червено знаме на труда“.